# Сент-Адрес
Сент-Адрес (фр. Sainte-Adresse) — город на севере Франции, регион Нормандия, департамент Приморская Сена, округ Гавр, кантон Гавр-6. Пригород Гавра, примыкает к нему с северо-запада. Курорт на побережье Ла-Манша.
Население (2018) — 7 349 человек.

## История
Впервые город был упомянут в документах в 1240 году под названием Caput Caleti. В 1415 году здесь высадился на берег английский король Генрих V, стремившийся завоевать французский трон.
В XIX веке Сент-Адрес превращается в пригород Гавра, застроенный фешенебельными виллами. После проведения в 1847 году в Гавр железной дороги и строительства в 1870-е годы железнодорожной ветки между Гавром и Сент-Адресом город превратился в популярный курорт. Одной из знаменитостей, построивших себе в 1879 году в Сент-Андресе виллу, была актриса Сара Бернар, проводившая здесь летние месяцы. Также многие знаменитые художники поселились в Сент-Адресе и избрали город и его окрестности мотивами для своих полотен. К этим художникам относятся Камиль Коро, Альфред Стивенс, Альбер Марке и Рауль Дюфи. Одной из самых известных картин, созданных в Сент-Адресе, является «Терраса в Сент-Адрес» Клода Моне.
В 1905 году известный бизнесмен Жорж Дюфайль (Georges Dufayel) решил создать здесь курорт по подобию Ниццы. Центральная набережная Сент-Адреса Авеню де Регата (Avenue de Regatta) выстроена по образцу знаменитой Английской набережной Ниццы.
Во время Первой мировой войны в Сент-Адресе с октября 1914 по ноябрь 1918 находилось бельгийское правительство в изгнании. Во время Второй мировой войны немецкие оккупанты соорудили в окрестностях Сент-Адреса многочисленные укрепления как часть Атлантического вала для защиты гавани Гавра.

## Достопримечательности
- Церковь Нотр-Дам-де-Флот 1857 года
- Церковь Сен-Дени 1874—1877 годов
- Маяк Эв (Phare de la Hève) в устье Сены
- Усадьба Витанваль XV века
- Вилла Сары Бернар

## Экономика
Структура занятости населения:
- сельское хозяйство — 0,0 %
- промышленность — 6,9 %
- строительство — 2,1 %
- торговля, транспорт и сфера услуг — 40,1 %
- государственные и муниципальные службы — 50,8 %

Уровень безработицы (2017) — 9,9 % (Франция в целом — 13,4 %, департамент Приморская Сена — 15,3 %). 

Среднегодовой доход на 1 человека, евро (2018) — 31 070 (Франция в целом — 21 730, департамент Приморская Сена — 21 140).

## Демография
Динамика численности населения, чел.

## Администрация
Пост мэра Сент-Адреса с 2014 года занимает член партии Союз демократов и независимых Юбер Дежан де ла Бати (Hubert Dejean de La Batie). На муниципальных выборах 2020 года возглавляемый им правый список был единственным.
| Период | Период | Фамилия               | Партия                        | Примечания |
| ------ | ------ | --------------------- | ----------------------------- | --- |
| 1977   | 1995   | Жан-Луи Пель          | Разные правые                 | |
| 1995   | 2008   | Жак Дюбуа             |                               | |
| 2008   | 2014   | Патрис Желар          | Союз за народное движение     | профессор конституционного права, член Генерального совета департамента, сенатор                                          |
| 2014   |        | Юбер Дежан де ла Бати | Союз демократов и независимых | профессор истории и географии, член Регионального совета Верхней Нормандии, вице-президент Регионального совета Нормандии |

## Галерея
- Часовня Нотр-Дам-де-Флот
- Вилла Сары Бернар
- Шато Гадель
- Клод Моне. 1867. Терраса в Сент-Адресе. Музей Метрополитен, Нью-Йорк
- Клод Моне. 1867. Дама в саду Сент-Адресс. Эрмитаж, Санкт-Петербург